# Hardknott (římská pevnost)
Hardknott (latinsky Mediobogdum) je název římské pevnosti , která ve starověku ležela na západní straně horského průsmyku Hardknott v hrabství Cumbria na severozápadě Anglie.

## Poloha a název
Pevnost vybudovali kvůli ochraně průsmyku Hardknott. Ležela na skalnatém výběžku, odkud se otevírá ničím nerušený výhled na řeku Esk v údolí Eskdale.
S nadmořskou výškou téměř 244 metry je Hardknott druhou nejvýše položenou pevností v římské provincii Británie, a to po pevnosti Epiacum (Whitley Castle), která se nachází v témže hrabství, ale ve výšce 320 metrů.
Zbytky pevnosti byly ještě donedávna známé pod názvem Fort Hardknott nebo Hardknott Castle, ale díky Kosmografii z Ravenny se ukázalo, že se vlastně jedná o pevnost Mediobogdum, která ležela při silnici mezi pevnostmi Galava (Ambleside) a Glannoventa (Ravenglass).

## Ve starověku
Pevnost postavili mezi léty 120 a 138. V polovině 2. století zůstala opuštěna, neboť v té době vojsko postoupilo dále na sever, do Skotska.
Pevnost začala vojákům znovu sloužit kolem roku 200 a posádka ji držela až do posledních let 4. století. Během té doby v blízkosti pevnosti vznikla později rozlehlá civilní osada (vicus).
Zdejší římská posádka v síle 500 jezdců byla odloučenou jednotkou čtvrté kohorty Dalmatinců z pobřeží Dalmácie.

## Popis pevnosti

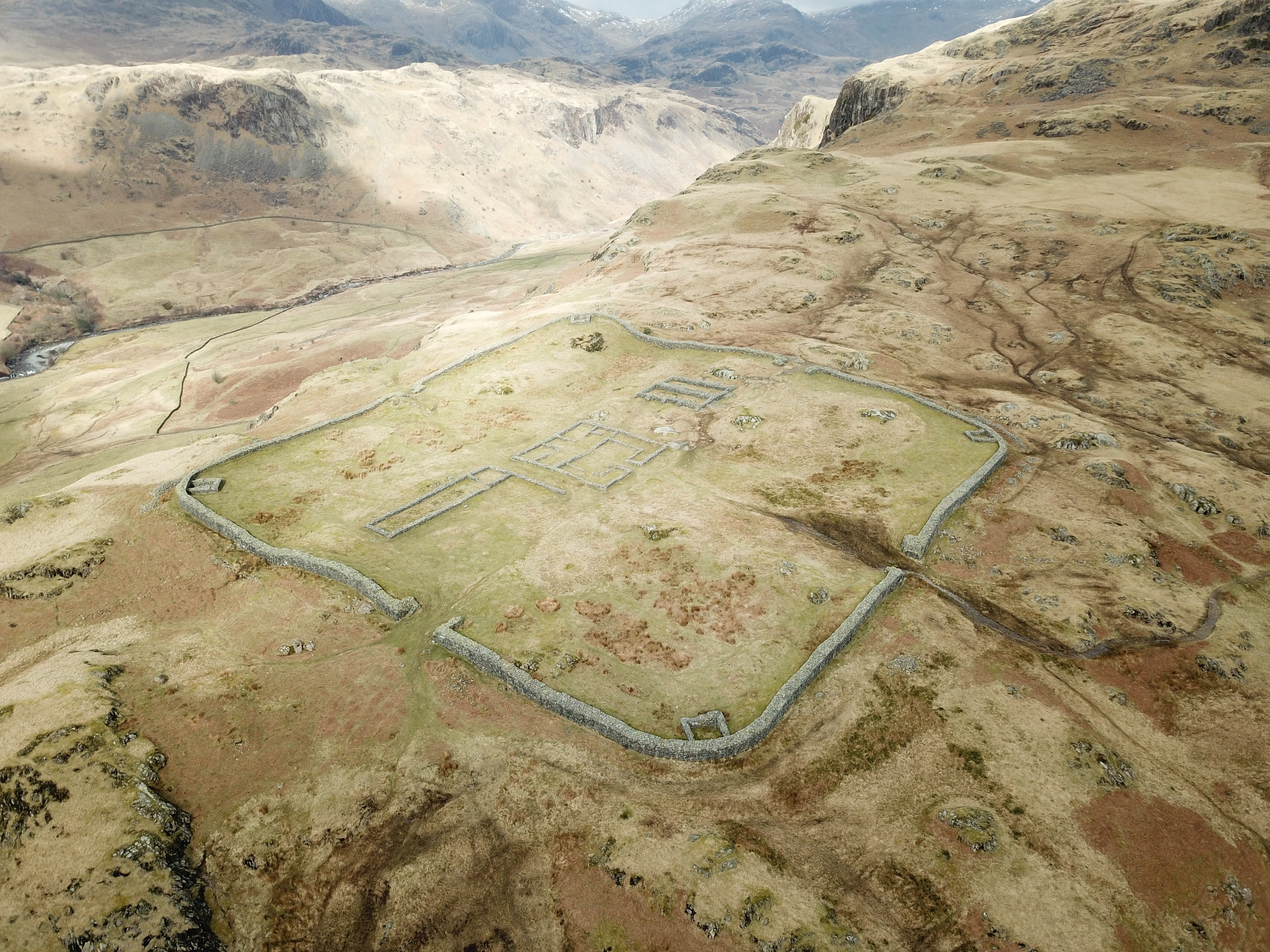
Pevnost Hardknott, lázně, cvičiště, čtyři cesty

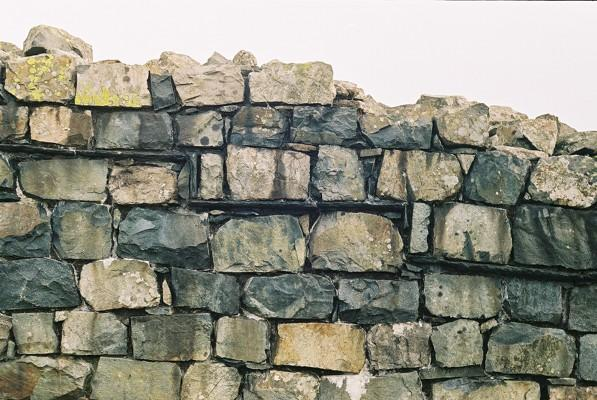
Na mnoha zdech vrstva břidlice ukazuje, kde končí původní římské zdivo (pod břidlicí) a začíná část zrekonstruovaná v době viktoriánské (nad ní)

Její půdorys má tvar čtverce se zaoblenými rohy, vnější rozměr činí 114 metrů, vnitřní 105 metrů. Hradební zeď o tloušťce zhruba 1,7 metru doplňovaly ještě příkopy. Nízké zdi pevnosti byly takzvaně "obnoveny" před několika lety, přičemž vrstva břidlice ukazuje, jaké výšky zdi dosahovaly před touto rekonstrukcí.

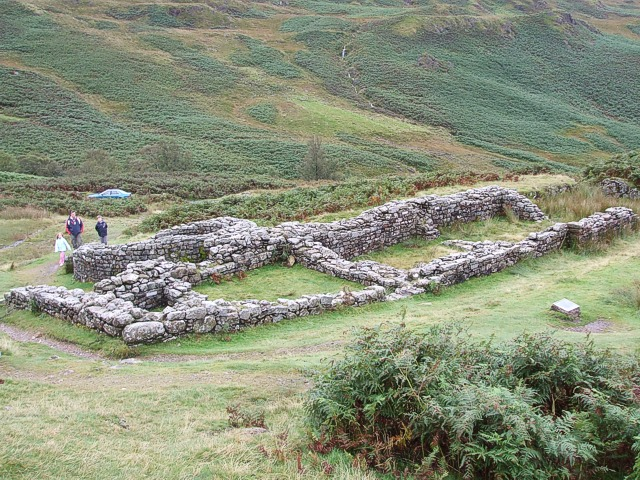
Lázně u pevnosti Hardknott

Vnější hradba má čtyři brány, jednu uprostřed každé ze stran, a strážní věže na každém rohu. Hlavní brána se nachází na jihu. Uvnitř opevnění se nacházejí pozůstatky zdí, které ukazují tvary několika budov: byly tam dvě sýpky hned vedle sebe, budova velitelství posádky a vila velitele posádky neboli praetorium; kromě těchto kamenných domů také dřevěné stavby, které jízdnímu pomocnému oddílu sloužily jako kasárna.

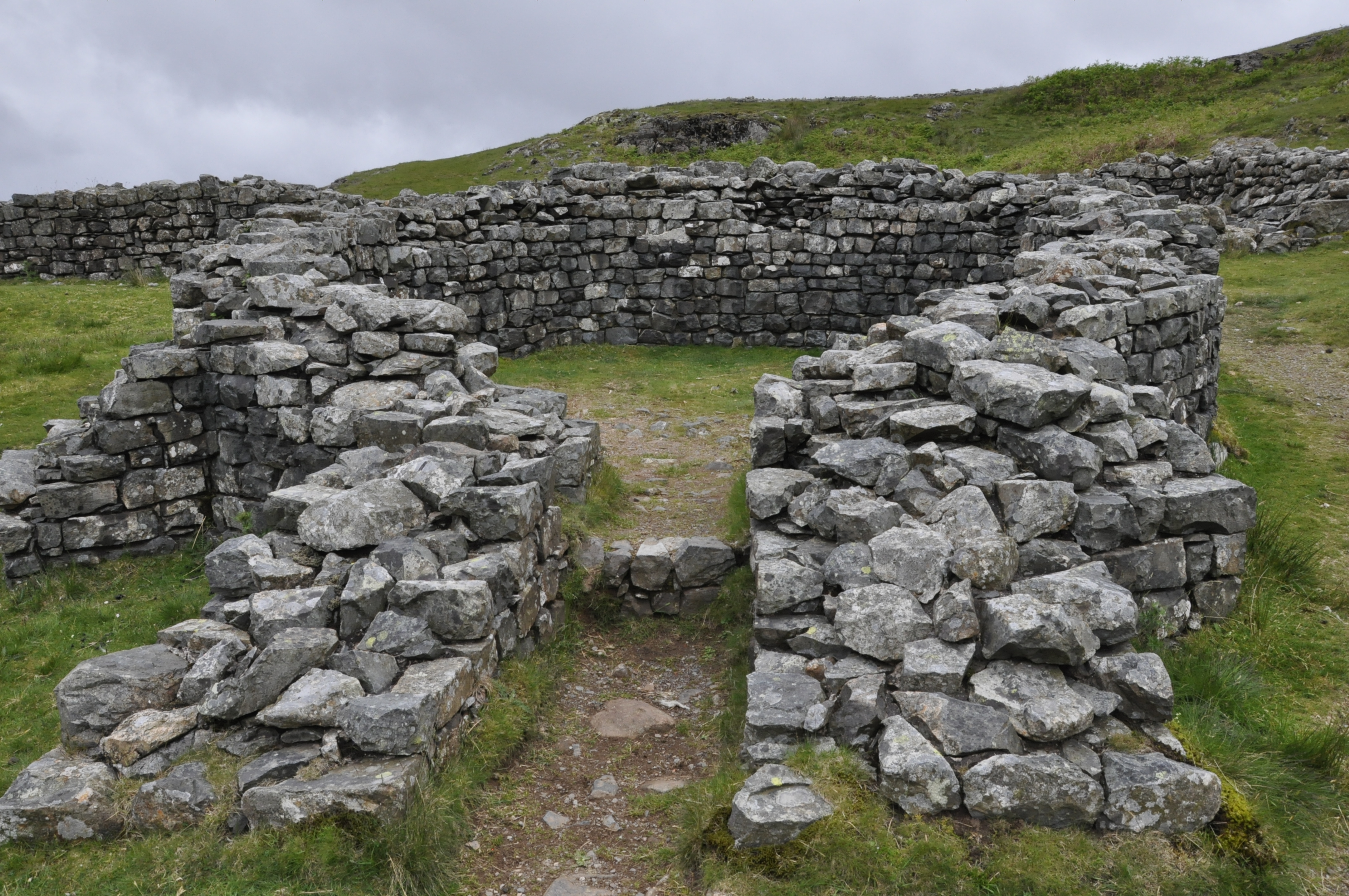
Sudatorium lázní u pevnosti

Mimo čtverec pevnosti jsou pozůstatky lázní, jejichž dům má vzácné kruhové sudatorium, používané jako sauna.
Dále se tam nachází prostor kdysi srovnaný do roviny: zachovalý starověký výcvikový prostor. Pozemek cvičiště se leží na svahu na východ od pevnosti, zhruba o 180 metrů výš. Cesta k němu vedla od východní brány pevnosti.
Podle plánu pevnosti vypracovaného anglickým historikem R. G. Collingwoodem v roce 1930 bylo stejně velké jako pevnost a mělo na okraji val, aby byl zajištěn rovný jeho povrch.

## V době moderní
Pevnost se nachází na pozemku, jehož vlastníkem je Národní trust, a jeho údržbu zajišťuje organizace English Heritage.

### Archeologický výzkum
Na místě byly nalezeny předměty z kůže pocházející z doby římské okupace. Při vykopávkách v roce 1965 poblíž sýpky objevili kus kůže; pravděpodobně část kabátce některého z vojáků. Při dalších vykopávkách, v roce 1968, Dorothy Charlesworthová a J. H. Thornton našli další zbytky kůže, včetně několika bot.

## Kulturní vliv
Hardknott se také jmenuje pevnost v románu The Fort at River's Bend, který napsal skotsko-kanadský autor historických románů Jack Whyte.